# Reguiba
Reguiba (em árabe: اﻟﺮﻗﻴﺒﺔ) é uma cidade e comuna localizada na província de El Oued, Argélia. Segundo o censo de 2008, a população total da cidade era de 40 367 habitantes.